# Podpiwek
Podpiwek (deutsch „Unter-Bierchen“) ist ein traditionelles polnisches Getränk mit einem Alkoholgehalt von unter 0,5 Prozent vol. Es gehört zu den alkoholfreien, bierähnlichen Getränken. Es ist ein dunkles, kohlensäurehaltiges Getränk mit süßlichem Geschmack.

## Geschichte
Podpiwek Kujawski (Podpiwek kujawischer Art) war früher ein sehr verbreitetes Bauerngetränk, das während der heißen Sommermonate auf den Feldern getrunken wurde. Nachdem seit einigen Jahrzehnten der Konsum dieses traditionellen Getränks stark abgenommen hatte, gibt es seit den letzten Jahren ein neues Interesse. Sowohl als Fertiggetränk als auch als Gebinde zur Selbstherstellung ist es wieder auf den Markt gekommen. Im Jahr 2011 wurde Podpiwek Kujawski als regionales Erzeugnis registriert. Das Produkt wurde im 21. Jahrhundert erneut angeboten. Als Wettbewerber kam Podpiwek Łódzki (Podpiwek Lodscher Art) hinzu.

## Zubereitung
Podpiwek kann selbst hergestellt werden, indem heißes Wasser über Malzmehl, gerösteten Getreidekaffee oder Zichorienkaffee gegossen, Hefe hinzugefügt und zur natürlichen Fermentation in dicht verschlossenen Gefäßen aufbewahrt wird. Je nach Zubereitung, mit einem Alkoholgehalt von weniger kann Podpiwek auch bis zu zwei Prozent Alkohol enthalten. Es enthält Vitamine, Spurenelemente und die Zichorie fördert die Verdauung und beschleunigt den Stoffwechsel.
Handelsübliche Mischungen können enthalten: Zichorie (siehe Nutzung der Gemeinen Wegwarte), Gerste oder Roggen, Rote Bete, getrockneten Hopfen, Diphosphate und Citronensäure oder Ascorbinsäure als Säureregulatoren. Zugesetzt werden Hefe, falls die Mischung keine Hefeflocken enthält, Zucker und Wasser. Brauereien verwenden beispielsweise karamellisiertes und geröstetes Gerstenmalz Pilsner Art, Zucker, Hopfen, Hefe und Wasser. Es wird traditionell gebraut, nicht gefiltert, aber pasteurisiert. Der Extraktgehalt liegt bei 12,5 Prozent (Podpiwek Warmiński).

## Sorten und Hersteller von Fertiggetränken

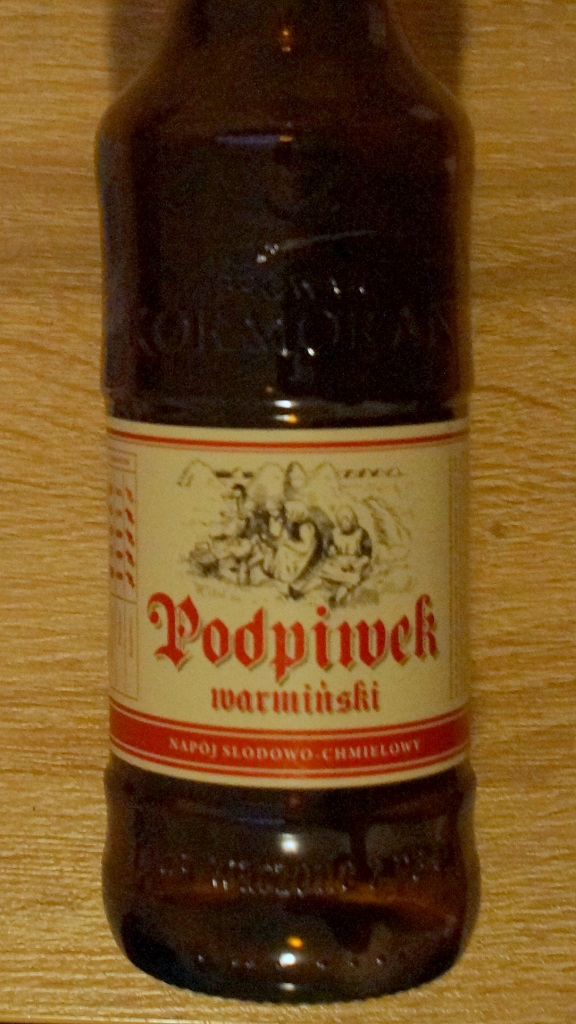
Podpiwek Warmiński (2020)

- Podpiwek jałowcowy, Browar Rzemieślniczy Wojkówka (ZZ) in Wojaszówka
- Podpiwek Jędrzej, Van Pur, Rakszawa
- Podpiwek Kujawski/Podpiwek staropolski, PolBioEco, Lublin
- Podpiwek Lubuskie, Brauerei Witnica in Witnica
- Podpiwek Warmiński, Brauerei Kormoran in Olsztyn[5]
- Podpiwek Obolon, Obolon in Kiew, Ukraine